# 9686 Keesom
9686 Keesom eller 4604 P-L är en asteroid i huvudbältet som upptäcktes den 24 september 1960 av den nederländsk-amerikanske astronomen Tom Gehrels och det nederländska astronomparet Ingrid van Houten-Groeneveld och Cornelis Johannes van Houten vid Palomarobservatoriet. Den är uppkallad efter den nederländske fysikern Willem Hendrik Keesom.
Asteroiden har en diameter på ungefär 2 kilometer.